# 319 v. Chr.
Portal Geschichte | Portal Biografien | Aktuelle Ereignisse | Jahreskalender | Tagesartikel

◄ |
5. Jahrhundert v. Chr. |
4. Jahrhundert v. Chr. |
3. Jahrhundert v. Chr. |
►

◄ | 330er v. Chr. | 320er v. Chr. | 310er v. Chr. | 300er v. Chr. |
290er v. Chr. |
►

◄◄ | ◄ | 322 v. Chr. | 321 v. Chr. | 320 v. Chr. | 319 v. Chr. |
318 v. Chr. |
317 v. Chr. |
316 v. Chr. |
► |
►►

## Ereignisse

### Reich Alexanders des Großen
- Frühjahr: Antigonos, von den Diadochen mit dem Kampf gegen Eumenes beauftragt, siegt über diesen im südlichen Kleinasien, woraufhin Eumenes die Festung Nora verlässt und in den östlichen Satrapien neue Truppen und Verbündete sammelt.
- Sommer: Tod des makedonischen Reichsverwesers Antipatros. Dieser hatte als seinen Nachfolger im Amt des Regenten für den geisteskranken König Philipp III. Arrhidaios seinen Vertrauten Polyperchon bestimmt. Antipaters Sohn Kassander fühlt sich übergangen. Da auch Antigonos in Kleinasien und Ptolemaios in Ägypten Polyperchon die Anerkennung verweigern, dieser aber sich mit Eumenes verbündet, kommt es zum Zweiten Diadochenkrieg, der bis 316 v. Chr. dauert. Ptolemaios I. greift Phönizien und Syrien an. Polyperchon versucht, die griechischen Städte für sich zu gewinnen, indem er ihre Freiheit proklamiert. Dies richtet sich vor allem gegen Nikanor, den Feldherren Kassanders, der Athen über die im nahen Munychia stationierte makedonische Garnison kontrolliert.

### Westliches Mittelmeer
- Rom gewinnt Luceria von den Samniten zurück. Auch Satricum wird von den Römern erobert.

### China
- Der Konfuzianer Mengzi beginnt seine Tätigkeit als Beamter im Staat Qi.

## Geboren
- um 319 v. Chr.: Antigonos II. Gonatas, König von Makedonien († 239 v. Chr.)
- 319/318 v. Chr.: Pyrrhos I., König von Epirus († 272 v. Chr.)

## Gestorben
- Sommer: Antipatros, Reichsverweser des Alexanderreiches (* 398 v. Chr.)
- Alketas, Diadoche, jüngerer Bruder des Perdikkas